# Torpegård (Sønder Nærå Sogn)
 For alternative betydninger, se Torpegård. (Se også artikler, som begynder med Torpegård)
Torpegård er en gammel hovedgård, som nævnes første gang i 1471. Gården ligger i Sønder Nærå Sogn, Åsum Herred, Faaborg-Midtfyn Kommune. Hovedbygningen er opført i 1864. Vestfløj tidligere hovedbygning opført 1580, ombygget 1631 og 1864. Delvist omgivet af vandfyldte grave. Haven oprindelig barok, i dag engelsk landskabelig med kanaler, broer, lysthuse og mindesøjle. I godstiden frem til 1830erne hørte den tidligere hovedgård Ringstedgård og Sdr. Nærå og Årslev kirker til Torpegård.
Torpegård Gods er på 77 hektar

## Ejere af Torpegård
- (1471-1495) Niels Jensen
- (1495-1515) Kronen
- (1515-1530) Didrik Qvitzow
- (1537-1546) Mette Skinkel gift Straale
- (1546-1551) Peder Lauridsen Straale
- (1551-1579) Enke Fru Anne Ottesdatter Skinkel
- (1579-1596) Lauritz Pedersen Straale
- (1596-1616) Niels Skinkel (formynder)
- (1616-1624) Peder Lauritzen Straale
- (1624) Margrethe Lauritzsdatter Straale
- (1624-1627) Claus Ejlersen Brockenhuus
- (1627-1658) Iver Vind
- (1658-1668) Helvig Skinkel
- (1668) Christian Iversen Vind
- (1668-1687) Anne Iversdatter Vind gift von der Kuhla
- (1687-1693) Mette von der Kuhla
- (1693-1713) Mette Gyldenstjerne gift Bille
- (1713-1724) Axel Bille
- (1724-1737) Peder Pedersen von Hovenbeck
- (1737-1740) Johan Voss
- (1740-1741) Gregorius Philip Holm
- (1741-1751) Bonde Simonsen
- (1751-1761) Bendix Ludvig von Pflueg
- (1761-1802) Vincents von Steensen
- (1802-1825) Hnans Henrik Otto von Steensen
- (1825-1858) Anna von Steensen
- (1859-1860) Henrik Christian Berg
- (1860-1899) Peder Christian Finderup
- (1899-1901) Enke Fru Finderup
- (1901-1909) Niels Spandet
- (1909-1914) Hans Jørgen Baagøe
- (1914-1915) Enke Fru Hertha Baagøe
- (1915-1919) Peder Pedersen Eriksen Jensen
- (1919-1921) H. O. Jespersen
- (1921-1921) Jørgen Theodor Greve af Trampe
- (1921-1923) H.O. Jespersen
- (1923-1926) Poul Helmers
- (1926-1927) Alexander Gundersen
- (1927-1967) Ingeborg Plesner født Gundersen
- (1967-1990) Juel Møllegård
- (1990-1995) Hans Jørgensen Og Søn A/S
- (1995-) Lars Erik von Steensen-Bach